# Epfendorf
Epfendorf är en kommun och ort i Landkreis Rottweil i regionen Schwarzwald-Baar-Heuberg i Regierungsbezirk Freiburg i förbundslandet Baden-Württemberg i Tyskland.
Kommunen ingår i kommunalförbundet Oberndorf am Neckar tillsammans med staden Oberndorf am Neckar och kommunen Fluorn-Winzeln.